# Bandera de Rosario
La bandera de la ciudad de Rosario, en la provincia de Santa Fe, República Argentina, fue establecida durante la intendencia de Miguel Lifschitz, promovida por Miguel Carrillo Bascary y Jack Benoliel, miembros de la Junta de Historia de Rosario, aprobada por unanimidad del Concejo Deliberante mediante Ordenanza N.º 8523 y presentada el 20 de junio de 2010.
La bandera consta de un paño blanco que sintetiza todos los restantes, representando el crisol de razas en que se convirtió Rosario por las diversas corrientes migratorias y también la caracterización de esta como una «ciudad de la inclusión». En el centro del paño se ubica el escudo de Rosario, aprobado en 1862 y cuya versión actual fue establecida en 1964 por Ordenanza N.º 1737 (dibujado por Julio Vanzo con indicaciones de Julio Marc y Ángel Guido). La enseña ciudadana se une con el asta ceremonial en una corbata con los colores nacionales y los guarismos «1812» (el 27 de febrero de ese año tuvo lugar en Rosario el primer izamiento de la bandera argentina) y «1852» (cuando se dictó la ley que reconocía a Rosario como ciudad).
La bandera de la ciudad fue presentada en el desfile del Día de la Bandera nacional. El primer abanderado fue el teniente de corbeta Miguel Ángel Gelman, radarista veterano de la guerra de las Malvinas. Su primer escolta fue Mauricio Yaco, también veterano de esa guerra (como antiguo artillero de la Infantería de Marina de la Armada Argentina). Ambos fueron condecorados por su actuación durante la contienda.